# Fabio Aru

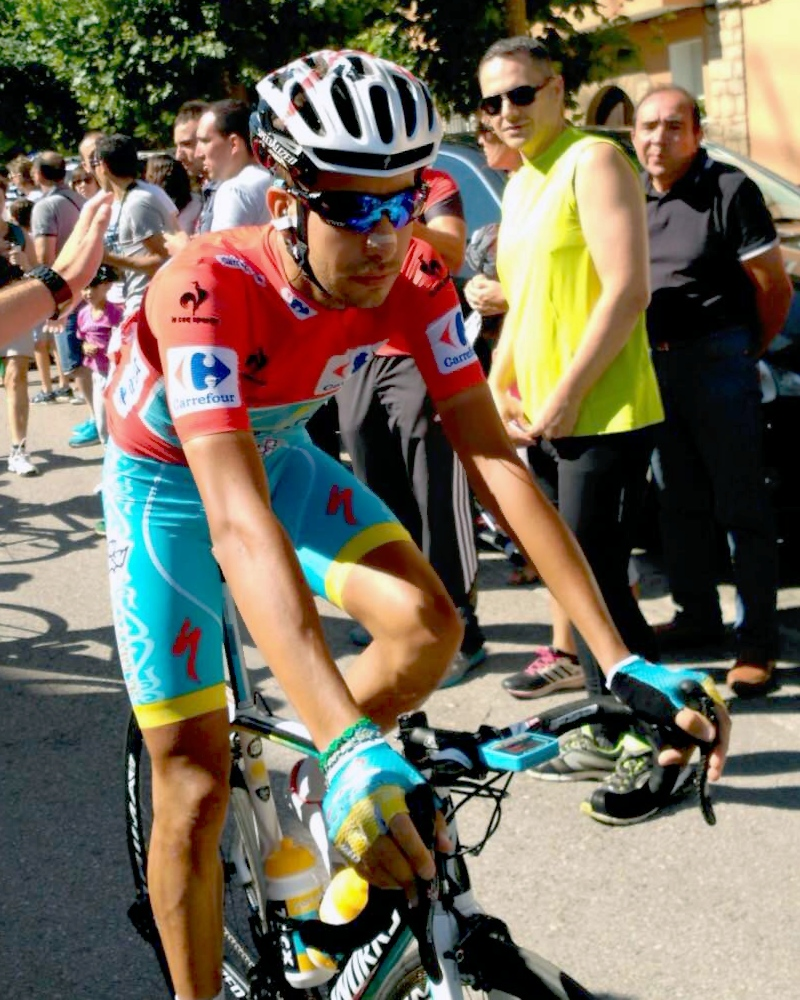
Aru in de rode trui tijdens de Ronde van Spanje 2015

Fabio Aru (San Gavino Monreale, 3 juli 1990) is een voormalige Italiaanse wielrenner. Aru won in 2015 de Ronde van Spanje.

## Biografie
Tussen 2009 en juli 2012 kwam Aru uit voor de beloften. In deze periode wist hij zowel in 2011 als 2012 de Ronde van de Aostavallei te winnen, in deze prestigieuze wedstrijd gingen mannen als Jaroslav Popovytsj en Thibaut Pinot hem vooraf. Nog in 2011 was hij tweede op het Italiaanse kampioenschap voor beloften, op vier seconden van Matteo Trentin.
Vanaf 1 augustus 2012 stond hij onder contract bij het Kazachse UCI World Tour-team Astana. Tijdens deze maanden maakte hij indruk door tweede te worden in de zesde etappe van de USA Pro Cycling Challenge, achter Rory Sutherland. In 2013 zou hij zijn debuut maken in een Grote Ronde, dit in de Ronde van Italië. Hij zou er samen met Paolo Tiralongo en Tanel Kangert meesterknecht zijn van de latere winnaar Vincenzo Nibali.
Een jaar later won Aru voor het eerst een etappe in de Ronde van Italië. Tijdens de vijftiende etappe, een bergrit naar Plan di Montecampione, bleek Aru over de sterkste klimmersbenen te beschikken. Door later onder andere een goede klimtijdrit te rijden, reed de jonge Italiaan naar het podium. Ook startte Aru in de Vuelta, in de elfde etappe naar Santuario San Miguel de Aralar reed hij in de slotfase weg uit de favorietengroep en behield die voorsprong. Ook de achttiendee etappe, met aankomst bergop, was een prooi voor Aru, die Froome versloeg. Aru eindigde als vijfde in het algemeen klassement.
In de Ronde van Italië van 2015 ging Aru van start als een van de topfavorieten voor de eindzege. In de dertiende etappe wist hij voor het eerst in zijn carrière de roze trui te veroveren, nadat leider Alberto Contador betrokken was geraakt bij een valpartij. Contador pakte de trui de volgende dag echter weer terug in de tijdrit. Tijdens de laatste dagen van de Giro wist Aru twee bergetappes op rij te winnen. Hij eindigde in het eindklassement op de tweede plaats, op bijna twee minuten van winnaar Contador. In de Ronde van Spanje startte Aru als een van de favorieten. Hij kreeg onder meer Vincenzo Nibali en Mikel Landa met zich mee. In de elfde etappe greep Aru het rood, maar hij raakte het kwijt aan Joaquím Rodríguez. In etappe twintig heroverde hij de rode trui op Tom Dumoulin. Een dag later behield hij deze en pakte hiermee de eindoverwinning in de Ronde van Spanje.
In de Ronde van Frankrijk 2016 stond hij voor aanvang van de twintigste etappe zesde in het algemeen klassement. De Italiaan kreeg echter een inzinking, vermoedelijk door een hongerklop, en zakte naar plek dertien in het klassement. Die plek hield hij een dag later vast.
In de wegwedstrijd op de Olympische Spelen in Rio de Janeiro werd Aru zesde, op 22 seconden van winnaar Greg Van Avermaet.
In de Ronde van Frankrijk van 2017 won hij de 5e etappe naar La Planche des Belles Filles. Hij nam dankzij deze overwinning de leiding in het bergklassement over. In de 12de etappe veroverde hij de gele trui die hij echter in de 14de etappe kwijtraakte.
Na de Ronde van Spanje 2021 zette Fabio Aru definitief een punt achter zijn carrière.

## Palmares

### Overwinningen
2011
- 6e etappe Ronde van de Aostavallei
- Eindklassement Ronde van de Aostavallei

2012
- Eindklassement Toscana-Terra di Ciclismo
- 3e etappe Ronde van de Aostavallei
- Eindklassement Ronde van de Aostavallei

2014
- 15e etappe Ronde van Italië
- 11e en 18e etappe Ronde van Spanje

2015
- 19e en 20e etappe Ronde van Italië
- Jongerenklassement Ronde van Italië
- Eindklassement Ronde van Spanje

2016
- 3e etappe Critérium du Dauphiné

2017
- Italiaans kampioen op de weg, Elite
- 5e etappe Ronde van Frankrijk

### Resultaten in voornaamste wedstrijden
| Jaar | Ronde van Italië | Ronde van Frankrijk | Ronde van Spanje |
| ---- | ---------------- | ------------------- | ---------------- |
| 2012 |                  |                     |                  |
| 2013 | 42e              |                     |                  |
| 2014 | ↑ (1)            |                     | 5e (2)           |
| 2015 | ↑ (2)            |                     | ↑                |
| 2016 |                  | 13e                 |                  |
| 2017 |                  | 5e (1)              | 13e              |
| 2018 | opgave           |                     | 23e              |
| 2019 |                  | 14e                 | opgave           |
| 2020 |                  | opgave              |                  |
| 2021 |                  |                     | 51e              |

| Jaar | Amstel Gold Race | Luik-Bast.‑Luik | Ronde van Lombardije | Strade Bianche | Clásica San Sebastián | Waalse Pijl |  | WK op de weg |  | Wereldranglijsten |
| ---- | ---------------- | --------------- | -------------------- | -------------- | --------------------- | ----------- |  | ------------ |  | ----------------- |
| 2012 |                  |                 | opgave               |                |                       |             |  |              |  |                   |
| 2013 |                  |                 | opgave               | 20e            | 81e                   |             |  |              |  | 216e (UWT)        |
| 2014 |                  |                 | 9e                   |                |                       |             |  | 34e          |  | 17e (UWT)         |
| 2015 |                  |                 |                      |                |                       |             |  |              |  | 5e (UWT)          |
| 2016 | opgave           |                 | 11e                  |                |                       |             |  |              |  | 102e (UWT)        |
| 2017 |                  |                 | 7e                   | 32e            |                       |             |  |              |  | 26e (UWT)         |
| 2018 |                  |                 | 54e                  |                |                       |             |  |              |  |                   |
| 2019 |                  |                 |                      |                |                       |             |  |              |  |                   |
| 2020 |                  |                 | opgave               |                |                       |             |  |              |  |                   |
| 2021 |                  | 61e             |                      |                |                       | 41e         |  |              |  |                   |

### Resultaten in kleinere rondes
| Jaar | Parijs-Nice | Tirreno-Adriatico | Ronde van Catalonië | Ronde van het Baskenland | Critérium du Dauphiné | Ronde van Polen |
| ---- | ----------- | ----------------- | ------------------- | ------------------------ | --------------------- | --------------- |
| 2012 |             |                   |                     |                          |                       |                 |
| 2013 |             |                   | 70e                 |                          |                       |                 |
| 2014 |             |                   | 21e                 |                          |                       | 64e             |
| 2015 | 39e         |                   | 6e                  |                          |                       | 5e              |
| 2016 |             |                   | 14e                 | opgave                   | 45e (1)               |                 |
| 2017 |             | opgave            |                     |                          | 5e                    |                 |
| 2018 |             | 12e               | opgave              |                          |                       | 10e             |
| 2019 | opgave      |                   |                     |                          |                       |                 |
| 2020 |             |                   |                     |                          |                       |                 |

(*) tussen haakjes aantal individuele etappeoverwinningen

## Ploegen
- 2012 –  Astana Pro Team (vanaf 1 augustus)
- 2013 –  Astana Pro Team
- 2014 –  Astana Pro Team
- 2015 –  Astana Pro Team
- 2016 –  Astana Pro Team
- 2017 –  Astana Pro Team
- 2018 –  UAE Team Emirates
- 2019 –  UAE Team Emirates
- 2020 –  UAE Team Emirates
- 2021 –  Team Qhubeka-ASSOS